# ایرولاف
ایرولاف یک منطقهٔ مسکونی در جیبوتی است که در منطقه تاجوره واقع شده‌است.

## خصوصیات
ایرولاف ۱٬۰۲۳ نفر جمعیت دارد و ۱٬۴۰۰ متر بالاتر از سطح دریا واقع شده‌است.